# Культурное наследие Сербии
Культурное наследие Сербии (серб. Непокретна културна добра (НКД) / Nepokretna kulturna dobra (NKD), англ. Immovable Cultural Goods) — объекты, имеющие отношение к истории религии, культуры и быта народов Сербии и включённые в законодательство этой страны по культурному наследию. Часть из них является также объектами Всемирного наследия ЮНЕСКО.

## Категоризация
Содержание и безопасность объектов культурного наследия Сербии возложены на Национальный институт по охране памятников культуры, который формирует Центральный регистр культурного наследия. В настоящее время в нём перечислены 2306 недвижимых объектов по четырём категориям: памятники культуры (2023 единицы), объекты археологических раскопок (151 единица), исторические достопримечательности (66 единиц) и пространственные культурно-исторические единицы (также 66). Двести из них классифицируются как имеющие «исключительное значение» и обладают самым высоким уровнем защиты. 582 объекта названы обладающими «большим значением», остальные считаются не классифицированными. Кроме недвижимых объектов культуры Сербии отдельно выделяют духовное наследие: памятники книгопечатания, живописи, архивные материалы, произведения кинематографа и так далее.
Памятники культуры — здания или архитектурные объекты особой культурной или исторической значимости, предметы народной архитектуры, другие стационарные объекты, монументально-декоративная живопись, скульптура, изделия декоративно-прикладного искусства и особо важные объекты инженерно-технической мысли.
- Список памятников культуры Сербии исключительного значения (155 единиц);
- Список памятников культуры Сербии большого значения (512 единиц).

Объекты археологии — места раскопок, части земной поверхности или дна водных объектов, содержащие остатки зданий и сооружений, мест погребения и других находок особой культурной и исторической значимости.
- Археологические объекты Сербии исключительного значения (18 единиц);
- Археологические объекты Сербии большого значения (25 единиц).

Исторические достопримечательности — места, связанные с событиями особой важности для истории государства, памятники и мемориалы, которые были установлены для сохранения памяти о значимых событиях, личностях и местах национальной истории.
- Исторические достопримечательности Сербии исключительного значения (16 единиц);
- Исторические достопримечательности Сербии большого значения (17 единиц).

Пространственные культурно-исторические единицы — объекты городских и сельских поселений или их части, создающие в целом недвижимые комплексы особого культурного и исторического значения (11 единиц исключительного и 28 единиц большого значения).